# Dolichocephala walutikina
Dolichocephala walutikina är en tvåvingeart som beskrevs av Sinclair 2005. Dolichocephala walutikina ingår i släktet Dolichocephala och familjen dansflugor.
Artens utbredningsområde är Fiji. Inga underarter finns listade i Catalogue of Life.